# Akram Zaatari
 (juillet 2024).
La mise en forme du texte ne suit pas les recommandations de Wikipédia : il faut le « wikifier ».
Les points d'amélioration suivants sont les cas les plus fréquents. Le détail des points à revoir est peut-être précisé sur la page de discussion.
- Les titres sont pré-formatés par le logiciel. Ils ne sont ni en capitales, ni en gras.
- Le texte ne doit pas être écrit en capitales (les noms de famille non plus), ni en gras, ni en italique, ni en « petit »…
- Le gras n'est utilisé que pour surligner le titre de l'article dans l'introduction, une seule fois.
- L'italique est rarement utilisé : mots en langue étrangère, titres d'œuvres, noms de bateaux, etc.
- Les citations ne sont pas en italique mais en corps de texte normal. Elles sont entourées par des guillemets français : « et ».
- Les listes à puces sont à éviter, des paragraphes rédigés étant largement préférés. Les tableaux sont à réserver à la présentation de données structurées (résultats, etc.).
- Les appels de note de bas de page (petits chiffres en exposant, introduits par l'outil «  Source ») sont à placer entre la fin de phrase et le point final[comme ça].
- Les liens internes (vers d'autres articles de Wikipédia) sont à choisir avec parcimonie. Créez des liens vers des articles approfondissant le sujet. Les termes génériques sans rapport avec le sujet sont à éviter, ainsi que les répétitions de liens vers un même terme.
- Les liens externes sont à placer uniquement dans une section « Liens externes », à la fin de l'article. Ces liens sont à choisir avec parcimonie suivant les règles définies. Si un lien sert de source à l'article, son insertion dans le texte est à faire par les notes de bas de page.
- La présentation des références doit suivre les conventions bibliographiques. Il est recommandé d'utiliser les modèles {{Ouvrage}}, {{Chapitre}}, {{Article}}, {{Lien web}} et/ou {{Bibliographie}}. Le mode d'édition visuel peut mettre en forme automatiquement les références.
- Insérer une infobox (cadre d'informations à droite) n'est pas obligatoire pour parachever la mise en page.

Pour une aide détaillée, merci de consulter Aide:Wikification.
Si vous pensez que ces points ont été résolus, vous pouvez retirer ce bandeau et améliorer la mise en forme d'un autre article.
Akram Zaatari (en arabe : أكرم الزعتري), né en 1966 à Saida, au Liban, est un vidéaste, photographe, artiste et curateur libanais. En 1997, il cofonde la Fondation arabe pour l’image avec les photographes Fouad Elkoury et Samer Mohdad. Sa pratique est largement basée sur la collecte, l’étude et l'archivage de l'histoire photographique du monde arabe.

## Œuvre
Akram Zaatari explore des problématiques issues de la situation du Liban d’après-guerre. Il examine la manière dont la télévision relaye les conflits et guerres et est particulièrement intéressé par la logique des mouvements de résistance et les fondamentalismes religieux dans le contexte des divisions actuelles du Moyen-Orient. Son travail a été montré à travers le monde lors de biennales, dans des institutions telles que le Centre Pompidou et il figure dans les collections permanente de musées comme la Tate Modern et le MoMA.
Akram Zaatari fut sélectionné pour représenter le Liban à la Biennale de Venise 2013 par Sam Bardaouil et Till Fellrath, commissaires du pavillon libanais, pour Letter to a refusing pilot, une vidéo basée sur une légende selon laquelle, au cours de l’Intervention militaire israélienne au Liban de 1982 un pilote israélien aurait refusé de bombarder une école à Saida.

### Hashem El Madani
À partir de 1999, Akram Zaatari entreprit une collaboration avec Hashem El Madani, un photographe de Saida, qui à partir de son studio nommé Shéhérazade, produisit des milliers de portraits mettant en scène des habitants de la région. Dans ce contexte, il publia plusieurs ouvrages, réalisa des films et mis en scène des expositions où s’entremêlent la recherche historique et sociologique et la pratique artistique.

### Against Photography
Dans les années qui ont suivi, Akram Zaatari s'est intéressé aux questions de conservation et de circulation de l'image. Se basant sur des exemples tirés de la collection de la Fondation arabe pour l'image, il a exploré des problématiques telles que les photographies mal prises, car y figuraient l'ombre du photographe, la détérioration des clichés et la photographie archéologique. Against Photography. An Annotated History of the Arab Image Foundation fut exposé dans plusieurs musées notamment le MACBA, Barcelone et le Kunstsammlung Nordrhein-Westfalen, Düsseldorf.

## Filmographie
- Majnounak (Crazy of You), 1997[10]
- Red Chewing Gum, 2000[11]
- Her + Him VAN LEO, 2001[12]
- How I love you, 2001[13]
- This Day (al yaoum), 2003[14]
- In this house, 2005[15]
- Tomorrow Everything Will Be Alright, 2010[16]
- On Photography People and Modern Times, 2010 [17]
- Letter to a Refusing Pilot, 2013 [18]

## Publications
- The Vehicle. Picturing moments of transition in a modernizing society (Fondation Arabe pour l’image et Mind the Gap, 1999)
- Mapping Sitting (Fondation Arabe pour l’image et Mind the Gap, 2002)
- Hashem el Madani: Studio Practices (Fondation Arabe pour l’image, Mind the Gap et Photographers' Gallery, 2004)
- Hashem el Madani: Promenades (Fondation Arabe pour l’image et Mind the Gap, 2007)
- Earth of Endless Secrets (Portikus et Beirut Art Center, 2010)
- Against Photography (Kaph Books et MACBA, 2018)[19]
- Building Index. Rifat Chadirji , édité par Akram Zaatari et Mark Wasiuta (Fondation Arabe pour l’image et Kaph Books, 2018)[20]

## Expositions

### Individuelles
- « Akram Zaatari. Objects of Study », Galerie Sfeir Semler, Hambourg, 2007[21]
- « Earth of Endless Secrets. Writing for a Posterior Time », Beirut Art Center, 2009[22]
- « Akram Zaatari. Nature Morte », Baltic Mill, 2009[23]
- « Akram Zaatari Composition for Two Wings », Oslo, Kunstnernes Hus, 2011[24]
- « Liverpool Biennial Spotlight Akram Zaatari », Biennale de Liverpool, 2012[25]
- « This Day at Ten », Le Magasin-Cnac, Grenoble, 2012[26]
- « Akram Zaatari, Letter to a refusing pilot », Pavillon du Liban, Arsenal, 55e Biennale de Venise, 2013
- « Akram Zaatari, All Is Well », Agnes Etherington Art Centre, Queens University, Kingston, 2013-2014[27]
- « Akram Zaatari, Unfolding », Moderna Museet, Stockholm, 2015[28]
- « Akram Zaatari, Against Photography. An Annoted History of the Image Arab Foundation », MACBA, Barcelone, 2017[29]
- « Akram Zaatari. The Third Window », Sfeir Semler Gallery, Beyrouth, 2018[30]

### Collectives
- documenta 13, Kassel, 2012[31]
- « Across Boundaries. Focus on Lebanese Photography », organisée par Tarek Nahas, Beirut Art Fair 2018[32]